# Ситников, Михаил Петрович
Михаил Петрович Ситников (25 декабря 1907  [7 января 1908], Тереховицы, Владимирская губерния — 22 декабря 1981, Ковров, Владимирская область) — слесарь-лекальщик Ковровского механического завода министерства оборонной промышленности СССР, Герой Социалистического Труда (1966).

## Биография
Михаил Ситников родился 25 декабря 1907 (7 января 1908) года в селе Тереховицы (ныне — в Камешковском районе Владимирской области) в русской семье. В 1927 году окончил школу ФЗУ в Москве.
С 1927 по 1950 годы работал слесарем на инструментальном заводе № 2 имени К. О. Киркижа (ныне завод имени В. А. Дегтярёва) в городе Ковров Владимирской области. Участвовал в серийном выпуске различного автоматического стрелкового оружия.
С 1950 по 1975 годы проработал слесарем-лекальщиком на Ковровском механическом заводе. Участвовал в изготовлении пулемётно-пехотного вооружения. Проявил высокое мастерство в своей работе.
Указом от 28 июля 1966 года за выдающиеся заслуги при создание новых видов вооружения Михаил Ситников был удостоен звания Герой Социалистического Труда с вручением ордена Ленина и золотой медали «Серп и Молот».
Проживал в Коврове. Умер 22 декабря 1981 года. Похоронен на Старом кладбище в Коврове.

## Награды
- Орден «Знак Почёта» (16.09.1945)
- Герой Социалистического Труда (медаль «Серп и Молот» и орден Ленина; 28.07.1966)
- Почётный гражданин города Ковров (1968).